# Buddhistický chrám Kwangbopsa
Buddhistický chrám Kwangbopsa je historická stavba nacházející se na hoře Mount Taesong v Pchjongjangu v Severní Koreji. Chrám byl postaven během raného období království Kogurjŏ za vlády krále Gwang-gaeta Velikého jako jeden z mnoha chrámů a je uveden jako položka číslo 164 na seznamu národních pokladů Severní Koreje. Chrám je cenným kulturním dědictvím Koreje. 

## Dějiny
Chrám byl postaven za vlády Gwanggaeta Velikého; je to jeden z velkého počtu chrámů, které byly během za jeho vlády postaveny v Pchjongjangu.
Původně postaven v roce 392 a byl zničen požárem v roce 1700. Přestavěn a rozšířen byl v roce 1727. Během korejské války  byl znovu zničen při bombardování Pchjongjangu v roce 1952 a obnoven byl teprve v roce 1990. Buddhističtí mniši zde pořádají prohlídky, ačkoli někteří Jihokorejci tvrdí, že obyvatelé v chrámu jsou úředníci, kteří se vydávají za mnichy.
V  květnu 2007 navštívili buddhisté chrám Kwangbopsa v rámci mnohačlenné delegace katolíků, protestantů, buddhistů a konfuciánů, kteří byli součástí Korejské konference o náboženství a míru, přičemž  její účastníci byli z Jižní Koreje. Návštěva měla oslavit 10. výročí partnerství se Severokorejskou vládní radou náboženství.

## Popis
Chrám se skládá z brány Haethal, z brány Chonwang,  ze síně Taeung, východního a západního buddhistického kláštera a osmiboké pětipatrové pagody. Jeho budovy jsou uspořádány symetricky s pagodou, která se nachází ve středu chrámu.
Síň Taehung je hlavní budovou chrámu. Na bráně Haethal se nacházejí řezby mladých mnichů na slonech a lvech; na bráně Chonwang jsou řezby čtyř nebeských králů. U vchodu je rybník pokrytý lotosem a dvě stély označující data rekonstrukce,  první byl vztyčen v roce 1727, další byl vztyčena po rozšíření a malování chrámu Kwangbopsa. Epitaf na pomníku chrámu Kwangbopsa vypráví legendu o devíti dracích a devadesáti devíti rybnících na Mount Kuryong v Taesongu. Komplex je postaven v typickém dobovém slohu a má budovy, které ze tří stran obklopují pagodu.